# Xã Clark, Quận Cole, Missouri
Xã Clark (tiếng Anh: Clark Township) là một xã thuộc quận Cole, tiểu bang Missouri, Hoa Kỳ. Năm 2010, dân số của xã này là 3.707 người.